# Programme Grand Tour
Programme Voyager
Le programme Grand Tour ou Outer Planets Grand Tour Project  (OPGTP) était un programme d'exploration planétaire ambitieux de la NASA conçu à la fin des années 1960 et consistant à envoyer des sondes spatiales vers les planètes du système solaire externe en utilisant l'assistance gravitationnelle et en profitant d'une conjonction planétaire exceptionnelle. Le projet fut annulé pour des raisons budgétaires mais ses objectifs furent repris par le programme Voyager.

## Objectif
Mis au point par Gary Flandro du Jet Propulsion Laboratory à la fin des années 1960, le Grand Tour devait utiliser un alignement exceptionnel de Jupiter, Saturne, Uranus, Neptune et Pluton qui ne se reproduit que tous les 176 ans. En profitant de cette conjonction, une sonde envoyée vers Jupiter pouvait, après avoir utilisé l'assistance gravitationnelle de la planète géante, survoler successivement plusieurs planètes externes du Système solaire. La mission proposée comportait initialement quatre sondes. Les deux premières, lancées en 1976 et en 1977, auraient survolé Jupiter, Saturne et Pluton. Les deux autres, lancées en 1979, auraient survolé Jupiter, Uranus et Neptune. Les engins auraient dû être conçus avec des systèmes dotés de redondances multiples pour garantir une bonne fiabilité durant des missions d'une durée de 12 ans.

## Abandon et reprise dans le cadre du programme Voyager

Trajectoires du programme Voyager, version allégée (pour des raisons budgétaires) du « Grand Tour ».

Dans un contexte de réduction du budget alloué à la NASA, la concurrence des projets de grand télescope spatial (futur télescope spatial Hubble) et du programme de la navette spatiale américaine ainsi que  les dépassements du programme Viking eurent raison en 1972 du programme Grand Tour jugé trop couteux et des propositions ultérieures pour un « mini grand tour ». La NASA décida de se replier sur le programme Mariner Jupiter-Saturn (renommé par la suite programme Voyager) beaucoup moins couteux (un tiers du prix du Grand Tour) se limitant à l'exploration des deux principales planètes externes Jupiter et Saturne. Cependant, de nombreux éléments du Grand Tour furent intégrés au programme Voyager. La mission Voyager 2 utilisa les alignements favorables des planètes externes et fut étendue pour inclure un survol rapproché d'Uranus et Neptune. La mission Voyager 2 a pu être finalement considérée comme le « Grand Tour ». Voyager 1 aurait pu être dirigée vers Pluton après Saturne, mais elle fut envoyée à la place sur une trajectoire qui la conduisit à proximité de Titan, qui ne permettait pas le survol ultérieur de Pluton. La trajectoire de Voyager 2 n'aurait pu être déviée pour envoyer la sonde vers Pluton après le survol de Neptune en 1989,. 
L'exploration de la planète naine Pluton et de ses cinq lunes connues est finalement effectuée par la sonde New Horizons, avec notamment un survol en août 2015.